# 고고다이노 극장판: 게코도마뱀의 꿈
《고고다이노 극장판: 게코도마뱀의 꿈》은 2025년 7월 30일 개봉 예정인 대한민국의 애니메이션 영화이다.

## 성우
- 원옥화: 비키 / 도로시 / 트릭시 / 아기공룡 역
- 진양욱: 핑 / 럭키 / 코니 / 게코콩 역
- 조영철: 렉스 / 티록 / 공룡들 역
- 임승미: 게코(코딱지) / 토모 / 렉스엄마 / 공룡들 역
- 우정민: 트록 / 공룡들 역